# エンフィールド・リボルバー
エンフィールド・リボルバー（Enfield Revolver）は、第二次世界大戦中にイギリスで開発された中折式回転式拳銃である。

## 開発の経緯
エンフィールド No.2 Mk.Iの原型となったのは、1879年にウェブリー&スコット社の開発した中折れ式リボルバーであり、その後、1880年にイギリス軍はウェブリー&スコット社が製造したこのリボルバーを、No.1 Mk.Iの名称で制式採用した。以降、構造の簡略化や弾薬の変更といった改良を加えながら、最終的に完成したMk.IV並びにMk.Vが後のエンフィールド・リボルバーの原型となった。
1920年代、RSAFは新しい制式採用拳銃の開発に着手した。開発にはRSAFのH・C・ボーイズ技術大尉（ボーイズ対戦車ライフルの設計者でもある）が携わり、それ以前の拳銃不足から米国に供与されたS&W ビクトリー・モデルが使用する.38S&W（.38スペシャル弾の原型）と弾薬の互換性がある.38エンフィールドを使用する中折式リボルバーが完成。これがNo.2 Mk.Iとして制式採用され、リー・エンフィールド No.1 Mk.IIIと共にイギリス軍に配備された。
ところが、このNo.2 Mk.Iの基本構造は、ウェブリー&スコットNo.1 Mk.IVのコピーと呼べるほど、構造上の類似点が多い設計であった。そもそもウェブリー&スコット社は、同時期にイギリス政府の依頼で新型リボルバーの試作品を多数RSAFに提出していたにもかかわらず、No.2 Mk.Iの開発はウェブリー&スコット社を廃する形で発表された。
結果、ウェブリー&スコット社はイギリス政府に対して新型リボルバーの試作に要した経費全額の負担を求めて訴訟を起こすこととなった。イギリス政府の公式見解は「エンフィールドNo.2 Mk.Iとウェブリー&スコットNo.1 Mk.IVは完全な別物である」というものであったが、結果的に政府は1,200ポンドをウェブリー&スコット社に支払っており、事実上の生産ライセンス購入となった。その後、幾つかのバリエーションを追加しつつ、大戦中のイギリス軍兵士に広く使われることになった。

## 特徴
最大の特徴は、中折式構造を持つ点である。一般的なリボルバーがシリンダーを左にスイングアウトすることで排莢と装填を行うのに対し、このリボルバーはシリンダーの前方、バレル付け根下部にヒンジがあり、キャッチバレル（トップフレームとバレルを固定しているレバー）を押すことでシリンダー後部を露出させ、装填と排莢を行う中折れ式（トップブレイク）を採用している。この構造は、フレームの強度が低下するために強力な弾薬を使用できないという欠点を持っているが、スイングアウト方式に比べて素早く排莢が行えるという利点があり、強力な弾薬を求めない場合には最適だった。
外観上はアメリカ製のリボルバーと異なり、トップフレームと一体化した六角形のバレル（ポリゴナルバレルではなく、外側のみが角ばっている）を採用しており、イジェクターロッドが存在しない。これは、中折れアクション時に、内蔵されたイジェクターがシリンダー内部に張り付いた薬莢を自動的に剥がして、排莢しやすくするためである。その結果、より大きな口径を使用するリボルバーに比べて、細長く華奢なシルエットになっている。
前述した通り、こういった大まかなデザインラインはウェブリー&スコット No.1 Mk.IVと共通している。しかし、ウェブリー&スコットのリボルバーに比べて全く同一のコピーというわけではなく、No.2 Mk.Iはトリガーユニットがアンダーフレームと一体化していたり、シリンダーのモールドが省略されるなど、全体的に簡略化が図られると共に構造が強化されている。
元々、No.1 Mk.IVは.455ウェブリー（.455ブリティッシュとも）を使用していたが、
No.2 Mk.Iでは.38エンフィールド（.380エンフィールド、.38/200、.380/200とも呼ばれるが、全て同じ規格）に変更されている。この弾薬は、当時拳銃不足に悩まされていたイギリス政府にアメリカ軍が供与したS&W ビクトリー・モデルと弾薬の互換性を持たせるためのもので、イギリスでは戦時中を通してNo.2 Mk.Iとビクトリー・モデルが併用された。
しかし、第二次世界大戦当時、既にコルトM1911やFN ハイパワー、ワルサーP38といったオートマチックハンドガンが製造され、第一次世界大戦時点でもモーゼルC96やルガーP08といったオートマチック式のものが存在している中、1879年に製造されたNo.1 Mk.I/Mk.IIから受け継がれる「中折れ式の」「低威力低反動の弾薬を使う」「リボルバー」という設計思想である本銃は、既に時代遅れと言われることもあった。
その後、イギリスは二線級火器としてではあるものの、1978年までNo.2 Mk.Iとその派生型を使用し続けた。

## バリエーション
No.2 Mk.I
.38エンフィールド弾と.38S&W弾が使用可能。
No.2 Mk.I*
戦車兵の携行用に、狭い車内での引っかかりを避けるため、撃鉄の指をかける部分を無くして、ダブルアクションのみにした型。しかし、もともと本銃のダブルアクションは発砲に支障が出るほどトリガーが重く、この型はきわめて不評であった。

## 登場作品

### 映画・テレビドラマ
『ヴァイラス』
『秘密情報部トーチウッド』
キャプテン・ジャック・ハークネスが所持。
『フライト・オブ・フェニックス』

### アニメ・漫画
特に宮崎駿監督作品において登場頻度が高い。また、異世界でも現代より古い時代を舞台とする、あるいはそれに近い雰囲気を持つ作品に登場する。
『Fate/Zero』
第16話にてケイネス・エルメロイ・アーチボルトが使用。
『HELLSING』
円卓メンバーがNo.2を所持しており、グールに対して使用する。その後、インテグラにも手渡し、インテグラ自身の手でグールを撃たせる感覚を教える。
『紅の豚』
マンマユート団と空賊連合のボスが使用。
『黒執事』
第2期、テロ執事に登場。
『史上最強の弟子ケンイチ』
『天空の城ラピュタ』
ムスカ大佐とその側近、モウロ将軍や下士官が使用。劇中の軍隊の制式拳銃だと思われる。
『ハウルの動く城』
ハウルの隠れ家に突入時、軍の将校が所持。
『鋼の錬金術師』
リザ・ホークアイ、ダリウスらが使用。
『プリンセス・プリンシパル』
第10話で委員長が使用。
『名探偵ホームズ』
ワトソンが使用。ただし、原作小説には「軍用拳銃」としか記述されていない。また、原作のワトソンは、エンフィールドが採用された1880年には負傷除隊している。
『ワイルダネス』
アルバレスが愛用。
『優しい鷲ＪＪ』
主人公の乗寺飛浪が、バレル下に折りたたみナイフ、グリップ下部に紐付きの鈴をつけたカスタムモデルを二丁拳銃で愛用。

### 小説
『一つの大陸の物語シリーズ』
カー・ベネディクト他が使用。スー・ベー・イル軍制式採用拳銃。

### ゲーム
『Bioshock』
全編通して登場。ジャックやリードヘッドスプライサーが使用する。
『HIDDEN & DANGEROUS 2』
『Operation Darkness』
『サクラ大戦』
マリア・タチバナが使用。通称「エンフィールド改」。大口径弾を使用するためにシリンダーの延長やブルバレル化などの改造が施されているが、キャッチバレル付近に名残が見られる。
『メタルスラッグシリーズ』
エリ、フィオ、ナディアが使用。
『メビウスオンライン』
「ウェブリー」の名称で登場。